# Дарден, Кун
Кун Дарден (нидерл. Koen Daerden; 8 марта 1982, Тонгерен) — бельгийский футболист, полузащитник.

## Карьера

### Клубная
Кун Дарден родился в бельгийском городке Тонгерен в семье футболиста Йоса Дардена и начал играть в молодёжных командах города. Он подписал свой первый контракт в 1999 году с «Генком», в составе которого он проводит семь сезонов. С «Генком» Кун становится чемпионом Бельгии, а также один раз завоевывает кубок страны. К тому же Дарден становится лучшим молодым футболистом года в Бельгии по итогам сезона 2001/02.
В 2006 году Кун переходит в «Брюгге», с которым он в первом же сезоне выигрывает в кубке Бельгии. Через четыре сезона он присоединяется к ещё одному бельгийскому клубу «Стандард», с которым он проведёт полтора сезона и выиграет третий для себя кубок Бельгии. После этого он «Стандарт» на правах аренды передает Коэна в «Сент-Трюйден», а через год он переходит в нидерландский «МВВ Мастрихт». Здесь он завершает карьеру игрока через один год.

### Сборная
Кун Дарден впервые сыграл за сборную Бельгии в 21 августа 2002 года в матче против сборной Польши. Всего за сборную он забил три гола.

## Достижения
«Генк»
- Чемпион Бельгии: 2001/02
- Обладатель Кубка Бельгии: 1999/00

«Брюгге»
- Обладатель Кубка Бельгии: 2006/07

«Стандард»
- Обладатель Кубка Бельгии: 2010/11